# Александрия (роман)
Вижте пояснителната страница за други значения на Александрия.
„Александрѝя“, също членувано Александрията или Александриада (на гръцки: Άλεξάνδρου πράξεις; Βίος Αλεξάνδρου του Μακεδόνος – История на Александър Велики) е антична героично-историческа фантастична повест за живота и победите на Александър Македонски.
Приписвана е на Калистен, но е съставена от анонимен гръцки автор, така наречения Псевдо-Калистен, през 3 век. Преведена е на латински и обработена от Флавий Полемий в началото на 4 век (Historia de preliis); преведена на френски през 12 век, на немски около 1130 г. Съществуват версии на коптски, английски и старославянски (10 – 11 век) – българска и сръбска редакция.
„Александрията“ е наред с Библията сред най-популярните четива през Средновековието. В старобългарската литература преминава от Византия през 10 – 11 век. В древноруската литература са известни 5 издания на „Александрия“.
Подобно на „Александриадата“ Ана Комнина възхвалява успехите на баща си Алексий I Комнин в „Алексиадата“.